# Midea
Midea Group Co Ltd é uma fabricante de eletrodomésticos e condicionadores de ar split, fundada em 1968 na China, contando com mais de 126 mil colaboradores em diversos países.
Inicialmente, foram lançados condicionadores de ar tipo split residencial e comercial leve, que obtiveram grande aceitação pelos consumidores. Em 2007, a Midea ampliou sua atuação inserindo os equipamentos de grande porte, criando a divisão de soluções de engenharia. Já em 2009, a empresa aumentou seu portfólio de produtos com a linha de eletrodomésticos e aquecedores de água e gás.

## Operações no Brasil
No Brasil, a Midea estabeleceu-se no final de 2006, através de uma joint-venture com o FirstGroup, formando, assim, a Midea do Brasil. No primeiro ano de vida, a Midea atingiu a histórica marca de 84 mil aparelhos vendidos em apenas 11 meses de operação.
No dia 23 de fevereiro de 2010, fechou um acordo de 10 meses com o clube profissional de futebol Grêmio, para patrociná-lo em suas camisetas. De acordo com a imprensa, o valor é de 5 milhões de reais.
Em 2011, a Midea e a fabricante americana Carrier anunciaram uma joint-venture para distribuição dos produtos de climatização na América do Sul. O Grupo Midea-Carrier é detentor das marcas Springer, Toshiba e Comfee, além das marcas Midea e Carrier.
Desde 2019, a Midea é uma das patrocinadoras oficiais do Sport Club Corinthians Paulista, promovendo ações de marketing com os torcedores do clube através das redes sociais.